# Parafia Świętego Ducha w Witebsku
Parafia Świętego Ducha w Witebsku (biał. Парафія Святога Духа ў Віцебску) – parafia rzymskokatolicka w Witebsku. Należy do dekanatu witebskiego diecezji witebskiej. Została utworzona w 2000 roku.

## Historia
Parafia Świętego Ducha w Witebsku została zarejestrowana w 2000 roku. Jej terytorium wydzielono z parafii św. Barbary w Witebsku. Została zorganizowana przez Księży Saletynów i początkowo miała za patronkę Matkę Bożą Saletyńską. Od 1 lipca 2000 roku proboszczem był ks. Andrzej Boczar MS. Na świątynię zaadaptowano dawną halę sportową przy ul. Czkałowa 5a i od Wielkanocy 2001 roku rozpoczęto regularne celebrowanie Mszy Świętej i nabożeństw. Latem 2002 roku Księża Saletyni opuścili parafię i pracę duszpasterską rozpoczęli tu księża diecezjalni. Proboszczem został ks. Adam Dynak, dziekan dekanatu witebskiego. Od 2008 roku w parafii posługują Salwatorianie. 18 maja 2013 roku, odbyła się uroczystość konsekracji kościoła pw. Ducha Świętego w Witebsku oraz poświęcenie nowego domu zakonnego salwatorianów. Liturgii przewodniczył abp mińsko-mohylewski Tadeusz Kondrusiewicz.
W niedziele i święta o godz. 9.00 odbywa się Msza Święta w języku polskim.

## Proboszczowie
| imię i nazwisko             | daty urzędowania |
| --------------------------- | ---------------- |
| Ks. Andrzej Boczar MS       | 2000 – 2002      |
| Ks. Adam Dynak              | 2002 –           |
| Ks. Tadeusz Kochanowicz SDS |                  |
| ks. Andrzej Waszczuk SDS    |                  |